# Sherpley Motor Company

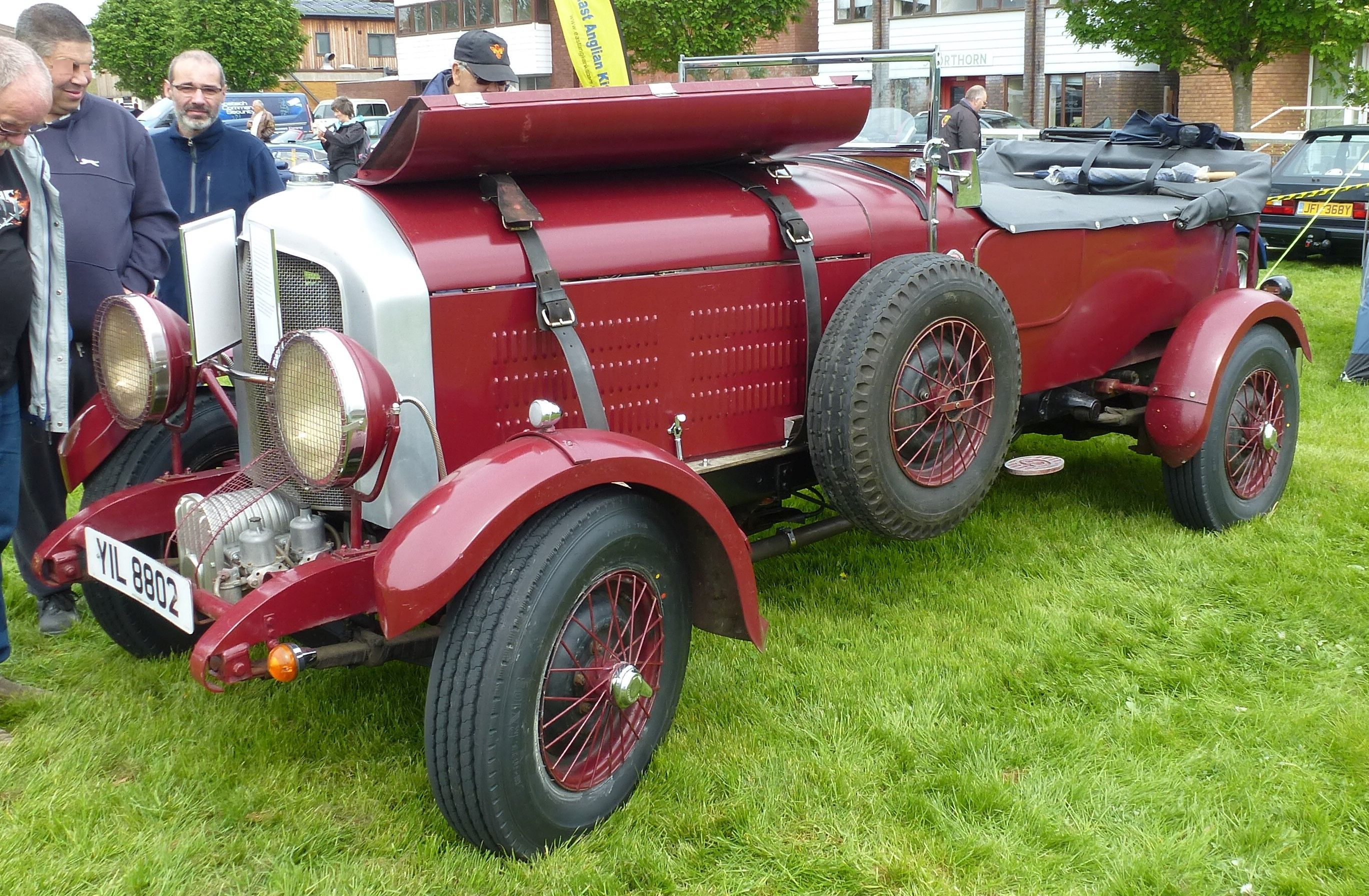
Sherpley Speed

Sherpley Motor Company, zuvor Sherpley Car Company, war ein britischer Hersteller von Automobilen.

## Unternehmensgeschichte
Bryan Pickup gründete 1997 das Unternehmen Sherpley Car Company in Oldham in der Grafschaft Greater Manchester. Er begann mit der Produktion von Automobilen und Kits. Der Markenname lautete Sherpley, eine Zusammensetzung aus den Wörtern Sherpa und Bentley. 2004 übernahm Glen Elliott das Unternehmen, benannte es in Sherpley Motor Company um und verlegte den Sitz nach Pembroke in Pembrokeshire (Wales). 2007 endete die Produktion. Insgesamt entstanden etwa 27 Exemplare.

## Fahrzeuge
Im Angebot standen Fahrzeuge, die den Modellen von Bentley aus den 1930er Jahren ähnelten. Die Basis bildete der Lieferwagen Leyland Sherpa.
Der Speed Six basierte auf einer Kombination aus dem Leiterrahmen des Sherpa und wesentlichen Teilen vom Ford Granada. Dies führte dazu, dass das Fahrzeug schwierig zu fertigen war und Schwierigkeiten bei der Zulassung bereitete. Ein V6-Motor von Ford mit wahlweise 2300 cm³ Hubraum oder 2800 cm³ Hubraum trieb die Fahrzeuge an. Die offene Karosserie war als Tourenwagen ausgelegt und bestand aus Fiberglas. Von diesem Modell entstanden etwa zwölf Exemplare.
2000 ergänzte der Speed Four das Sortiment. Das originale Fahrgestell des Sherpa stellte eine wesentliche Vereinfachung dar, obwohl Motor und Kühler 91 cm nach hinten versetzt wurden. Dieses Modell fand etwa 15 Käufer.